# 水金英
水金英（学名：Hydrocleys nymphoides），也叫水罂粟，为泽泻科水金英属下的一个种。